# Marquesado de Vilanant
El marquesado de Vilanant es un título nobiliario español creado el 7 de febrero de 1682 por el rey Carlos II a favor de Miguel de Salvá y de Vallgornera, virrey de Mallorca, señor de Vilanant y caballero de la Orden de Santiago. Fue negociador del Tratado de Llivia en representación del rey Felipe IV.
Su denominación hace referencia al municipio de Vilanant, en el Alto Ampurdán, provincia de Gerona (España).

## Marqueses de Vilanant

Escudo de la localidad de Vilanant, de donde fueron señores la familia «Salvá y Vallgornera», y sobre la que fueron nombrados marqueses

|                                 | Titular                                                          | Periodo                |
| Creación por Carlos II          | Creación por Carlos II                                           | Creación por Carlos II |
| ------------------------------- | ---------------------------------------------------------------- | ---------------------- |
| I                               | Miguel de Salvá y de Vallgornera                                 | 1682-1683              |
| II                              | Caterina de Salvá y Ponts                                        | 1683-1692              |
| III                             | Agustín Ponts de Mendoza y de Salvá                              | 1692-1720              |
| IV                              | María Josefa Ponts de Mendoza y Bournonville                     | 1720-1767              |
| V                               | Pedro Pablo Abarca de Bolea-Ximénez de Urrea y Ponts de Mendoza  | 1767-1798              |
| VI                              | Pedro de Alcántara de Silva Fernández de Híjar y Abarca de Bolea | 1798-1808              |
| VII                             | Agustín Pedro de Silva Fernández de Híjar y Palafox              | 1808-1817              |
| VIII                            | Francisca Javiera de Silva y Fitz-James Stuat                    | 1817-1818              |
| IX                              | José Rafael de Silva Fernández de Híjar Portugal y Palafox       | 1818-1863              |
| X                               | Cayetano de Silva y Fernández de Córdoba                         | 1863-1865              |
| Rehabilitación por Alfonso XIII |                                                                  |                        |
| XI                              | Jaime de Silva y Mitjans                                         | 1921-1945              |
| XII                             | María del Rosario de Silva y Agrela                              | 1945-2008              |
| XIII                            | María del Rosario D'Ornellas y Silva                             | 2008-actual titular    |

## Historia de los marqueses de Vilanant
- Miguel de Salvá y de Vallgornera (1610-1683), I marqués de Vilanant, virrey de Mallorca, señor de Vilanant. Negociador del Tratado de Llivia en representación del rey Felipe IV.

Casó, en primeras nupcias, con Jerónima de Ponts y de Rajadell, hija de Miguel de Ponts, y de Jerónima de Rajadell. De este matrimonio nació su única hija y heredera universal. Casó, en segundas nupcias, con Eulalia de Erill. Le sucedió, en 1683, su única hija y heredera universal:
- Caterina de Salvá y Ponts (m. 1692), II marquesa de Vilanant.[2]

Casó con Bernardo-Agustín Pont López de Mendoza, II conde de Robres. Le sucedió su hijo:
- Agustín Ponts de Mendoza y de Salvá (m. 1720), III marqués de Vilanant, III conde de Robres,[2] autor de unas Memorias para la historia de las guerras civiles de España desde la muerte de Carlos II que sucedió el 1 de noviembre de 1700 (1708).

Casó con María Ignacia de Bournonville y Eril. Le sucedió su hija única y heredera universal:
- María Josefa Pons de Mendoza y Bournonville (Barcelona, 24 de febrero de 1702-ibid., 16 de enero de 1767), IV marquesa de Vilanant, III marquesa de Rupit, V vizcondesa de Joch, IV condesa de Robres.[3]

Casó el 3 de junio de 1715 con Pedro Alcántara Buenaventura Abarca de Bolea y Bermúdez de Castro (m. 1742), IX conde de Aranda, II duque de Almazán, IV  marqués de las Torres de Aragón, XIII vizconde de Rueda, X vizconde de Biota y del Bayo, etc. Le sucedió su hijo:

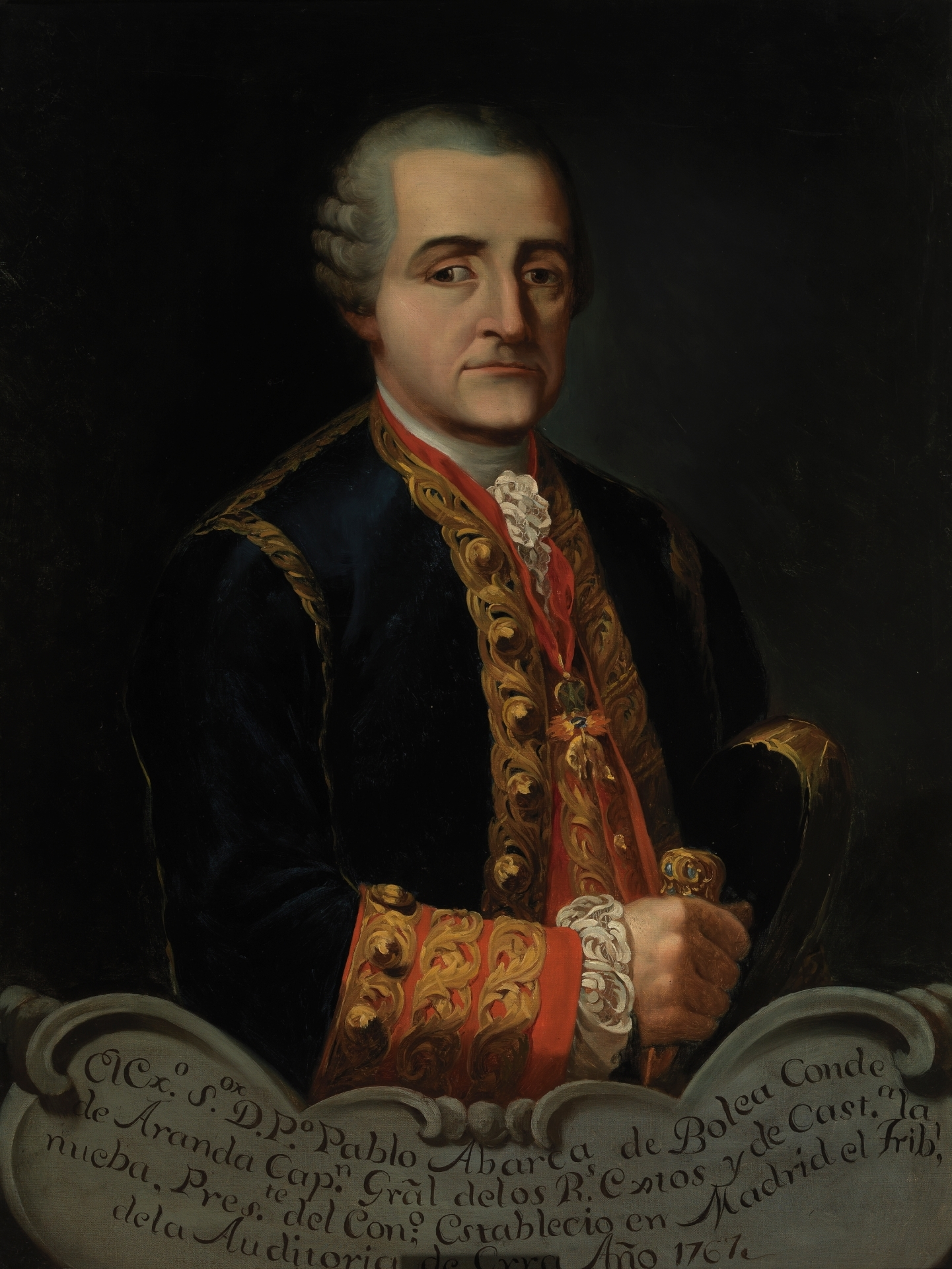
Pedro Pablo Abarca de Bolea, X conde de Aranda, V marqués de Vilanant, el más destacado de dichos marqueses

- Pedro Pablo Abarca de Bolea-Ximénez de Urrea y Pons de Mendoza (Siétamo, 1 de agosto de 1719-1798), V marqués de Vilanant,[3] III duque de Almazán, X conde de Aranda y demás títulos de sus padres, excepto el condado de Robres.[3] Ministro del rey Carlos III.

Casó, en primeras nupcias, el 21 de marzo de 1739 con Ana María del Pilar Portocarrero y en segundas, el 14 de abril de 1784 con su sobrina nieta, María del Pilar de Silva Fernández de Híjar y Palafox.  Le sucedió su sobrino, hijo de Joaquín Diego de Fernández de Híjar y Portocarrero Funes de Villalpando y de su esposa, María Engracia Abarca de Bolea y Pons de Mendoza:
- Pedro Pablo de Alcántara Fadrique de Silva Fernández de Híjar y Abarca de Bolea  (Villarrubia de los Ojos, 25 de noviembre de 1741-Madrid, 23 de febrero de 1808),[4] VI marqués de Vilanant,[4] V duque de Bournonville,[5] XIII duque de Lécera,[6] IX duque de Híjar,[5] XV conde de Ribadeo,[4] VIII conde de Vallfogona,[4] IX duque de Aliaga,[7] V duque de Almazán,[4] VII marqués de Orani,[4] VII conde de Guimerá,[4] XIII conde de Salinas,[4] IX marqués de Almenara,[4] XIII marqués de Montesclaros, V marqués de Rupit,[3] X conde de Palma del Río, XV conde de Belchite, XVII vizconde de Ebol, vizconde de Illa, de Canet, de Alquerforadat, de Ansovell, IX conde de Aranda, VI marqués de Torres de Aragón, IX conde de Castellflorit. Era hijo de Joaquín Diego de Silva Fernández de Híjar, duque de Híjar, VIII duque de Aliaga, XII conde de Salinas, XIV conde de Ribadeo, VI marqués de Orani, etc., y de María Engracia Abarca de Bolea y Pons de Mendoza.[4]

Casó el 16 de julio de 1761 con Rafaela de Palafox y Croy d'Havré y Centurión, hija de Joaquín Felipe de Palafox y Centurión, IX marqués de La Guardia, IX marqués de Guadalest, VI marqués de Armunia, VI marqués de Ariza, IV conde de Santa Eufemia y de su segunda esposa, María Ana Carlota de Croy d'Havré y Lanti de la Róvere. Le sucedió su hijo:
- Agustín Pedro de Silva Fernández de Híjar y Palafox (14 de septiembre de 1873-12 de diciembre de 1817), VII marqués de Vilanant,[9] VI duque de Bournonville,[10] XIV duque de Lécera,[6] X duque de Híjar,[7] XVI conde de Ribadeo,[9] IX conde de Vallfogona,[9] X duque de Aliaga,[7] VI duque de Almazán,[9] marqués de Almenara, XIV marqués de Montesclaros, XI conde de Palma del Río,[9] XIX conde de Belchite,[9] XIV conde de Salinas,[9] VIII conde de Guimerá,[9] XII conde de Aranda,[9] VI marqués de Rupit,[9] VII marqués de Torres de Aragón, X conde de Castellflorit, XVIII vizconde de Ebol, vizconde de Illa, de Canet, de Alquerforadat y de Ansovell, académico de número de la Real Academia Española, gentilhombre de cámara con ejercicio y servidumbre, caballero de la Orden del Toisón de Oro y gran cruz de Carlos III.[9]

Casó el 24 de enero de 1790, en Madrid, con María Fernanda Fitz-James Stuart y Stölberg, hija de Carlos Bernardo Fitz-James Stuart y Silva, XI marqués de la Jamaica, IV duque de Berwick, IV duque de Liria y Jérica, XI duque de Veragua, X duque de la Vega de la Isla de Santo Domingo, VI marqués de Tarazona, V marqués de San Leonardo, marqués de la Mota, XIII conde de Gelves, VIII conde de Ayala, XII conde de Monterrey, y de Carolina Augusta zu Stolberg-Gedern, princesa de Hornes. Le sucedió su hija:
- María Francisca Javiera de Silva y Fitz-James Stuart (1795-26 de septiembre de 1818), VIII marquesa de Vilanant

, VII duquesa de Bournonville, XV duquesa de Lécera, XI duquesa de Híjar, XVII condesa de Ribadeo, X condesa de Vallfogona, XI duquesa de Aliaga, VII duquesa de Almazán, VIII marquesa de Orani, marquesa de Almenara, XV marquesa de Montesclaros, VII marquesa de Rupit, XII condesa de Palma del Río, XX condesa de Belchite, XV condesa de Salinas, IX condesa de Guimerá, XIII condesa de Aranda, XI conde de Castellflorit, VIII marquesa de Torres de Aragón, XIX vizcondesa de Ebol, vizcondesa de Illa, de Canet, de Alquerforadat y de Ansovell. 
Murió soltera sin descendientes. Le sucedió el hermano de su padre, su tío carnal:
- José Rafael Fadrique de Silva Fernández de Híjar y Palafox (Madrid, 29 de marzo de 1776-Madrid, 16 de septiembre de 1863), IX marqués de Vilanant,[9] XVI duque de Lécera,[6] VIII duque de Bournonville,[10] XII duque de Híjar,[7] XVIII conde de Ribadeo,[9] XI conde de Vallfogona,[9] XII duque de Aliaga,[6] VIII duque de Almazán,[9] VIII marqués de Orani,[9]  marqués de Almenara, XVI marqués de Montesclaros, VIII marqués de Rupit,[9] XIII conde de Palma del Río, XXI conde de Belchite,[9]  XVI conde de Salinas,[9]  X conde de Guimerá,[9]  XIV conde de Aranda,[9]  XII conde de Castellflorit, IX marqués de Torres de Aragón, XI vizconde de Alquerforadat,[9]  XX vizconde de Ebol, Sumiller de Corps de los reyes Fernando VII e Isabel II, caballero de la Orden del Toisón de Oro, Orden de Carlos III|gran cruz de Carlos III y senador.[9]

Casó el 9 de agosto de 1801, en Madrid, con Juana Nepomucena Fernández de Córdoba Villarroel y Spínola de la Cerda, VIII condesa de Salvatierra, VII marquesa del Sobroso, marquesa de Loriana, marquesa de Baides, X marquesa de Jódar, marquesa de la Puebla de Ovando, VI marquesa de Valero, VII marquesa de San Vicente del Barco, VII marquesa de Fuentehoyuelo, vizcondesa de Villatoquite, hija de José Fernández de Córdoba Sarmiento de Sotomayor, VII conde de Salvatierra, V marqués de Valero, IX marqués de Baides, IX marqués de Jódar, etc., y de su segunda esposa, María Antonia Fernández de Villarroel y Villacís Vargas y Manrique. Le sucedió su nieto, que rehabilitó el título en 1921, hijo de Andrés Avelino y Fernández de Córdoba y de María Isabel Carolina Campbell y Vicent: Le sucedió su hijo:
- Cayetano de Silva y Fernández de Córdoba (Madrid, 8 de noviembre de 1805-Perpiñán, 25 de enero de 1865), X marqués de Vilanant,[14] IX marqués de Orani,[14] XIX conde de Ribadeo,[14] XVII conde de Salinas,[14] XVII duque de Lécera,[6] XIII duque de Híjar, VIII duque de Almazán, IX duque de Bournonville, XIV marqués de Almenara, XI marqués de Jódar, XIII conde de Aranda, XIII conde de Vallfogona, Vizcondado de vizconde de Alquerforadat, XXI vizconde de Ebol.

Casó el 11 de enero de 1826, en Madrid, con María Soledad Bernuy y Valda, hija de Ana Agapita de Valda y Teigeiro, IX marquesa de Valparaíso, marquesa de Albudeite.
Rehabilitado en 1921 a favor de:
- Jaime de Silva y Mitjans (Madrid, 8 de junio de 1893-ibid., 24 de abril de 1975),[15] XI marqués de Vilanant, XIX conde de Salinas (real decreto de rehabilitación de 8 de marzo de 1918)[16] XX duque de Lécera,[6] XII duque de Bournonville,  VIII marqués de Fuentehoyuelo (por rehabilitación en 1921), X marqués de Rupit, XII marqués de las Torres, VIII conde de Castellflorit, (rehabilitado a su favor en 1921), y XII vizconde de Alquerforadat, vizconde de Ebol, gentilhombre grande de España con ejercicio y servidumbre del rey Alfonso XIII. Era sobrino nieto del X marqués de Vilanant, hijo de Jaime de Silva y Campbell  —hijo, a su vez, de Andrés Avelino de Silva y Fernández de Córdoba, hermano del X marqués—, XIX duque de Lécera,[17] X duque de Bournonville y senador vitalicio, y de su esposa Agustina Mitjans y Manzanedo.[16]

Se casó el 26 de abril de 1919 con María del Rosario Agrela y Bueno (Granada, 1897-Madrid, 29 de julio de 1953), II condesa de Agrela, hija de Mariano Agrela y Moreno, I conde de Agrela, y de Leticia Bueno Garzón, también dama de la reina Victoria Eugenia de España e íntima amiga y confidente de esta. Le sucedió su hija, por cesión de su padre, en 1945:
- María del Rosario de Silva y Agrela, XII marquesa de Vilanant[16]

Casó con el peruano Fernando D'Ornellas y Pardo, barón D'Ornellas. Le sucedió, en 2008, su hija:
- María del Rosario D'Ornellas y Silva (n. 1952), XIII marquesa de Vilanant y actual titular.[16][21]